# Victoria II
Victoria II er et strategispil udviklet af Paradox Development Studio og udgivet af Paradox Interactive. Det blev annonceret den 19. august 2009 og udgivet den 13. august 2010.
Virtuel programmering offentliggjorde Mac OS X-versionen af spillet den 17. september 2010, som er tilgængelig i App Store. 
Som sin forgænger lader Victoria II spilleren at tage kontrol over og styre en stat fra det 19. århundrede, herunder dens politiske, diplomatiske, økonomiske, militære og teknologiske aspekter. Spillet har mange historiske aspekter ved det, såsom evnen til at kolonisere steder, der på det tidspunkt ikke var under kontrol af nogen europæisk magt, såsom Afrika syd for Sahara og det nordvestlige Canada. Tidsrammen for spillet er 1836-1936.
I Juni 2021 annoncerede Paradox en efterfølger, Victoria 3, udgives den 25. oktober 2022.

## Spillets gang
Victoria II spænder over hele kloden fra 1836 til starten af 1936 med over 200 spilbare nationer.  Som sin forgænger fokuserer Victoria II på intern ledelse, der dækker industrialiseringen og sociale / politiske ændringer i et land med 8 forskellige regeringstyper. Spillet giver stor betydning for landets økonomi ved at have et komplekst markedssystem med over 50 typer varer og fabrikker. Mens krigsførelse er en del af spillet, er det ikke det primære fokus som i andre Paradox Interactive-spil, såsom Hearts of Iron- serien. 
Victoria II indeholder en række ændringer og forbedringer fra sin forgænger. Grænsefladen blev strømlinet sammenlignet med det originale spil, som blev beskrevet af producenten Johan Andersson som "grænsefladen, Gud glemte".  Automatisering af forskellige opgaver er tilføjet, herunder handel og befolkningsfremme.

### Økonomi
Det økonomiske system i Victoria II forsøger at simulere strømmen af ressourcer på et verdensmarked. Hver provins i spillet producerer en ressource 

### Diplomati
Victoria II indeholder en omfattende politisk simulering afspejlet i 8 forskellige typer af regeringer, 7 ideologier og et nyt system for indflydelsessfærer. 

### Krigsførelse
Krigsførelse er en mindre prioritet end politik og økonomi i Victoria II, skønt den følger det grundlæggende form, der bruges i andre Paradox store strategispil, med hære, der bevæger sig mellem provinser og engagerer fjendens hære og erobrer fjendens territorium. Det grundlæggende kampsystem er en kombination af de systemer, der bruges i Europa Universalis III, Europa Universalis: Rom og Hearts of Iron III .

## Udvikling
Beslutningen om at oprette Victoria II blev påvirket af afstemning om Paradox Interactive-fora og debat i virksomheden. Administrerende direktør for Paradox Interactive, Fredrik Wester, annoncerede offentligt sin tro på, at spillet aldrig ville se et overskud, mens andre medlemmer af virksomheden som Johan Andersson var sikre på, at det ville være rentabelt. Med henblik herpå lovede Wester, at hvis spillet virkelig gjorde en fortjeneste, ville han barbere hovedet og lægge billederne på forummet.  Frederik Westers overbevisning stammede fra det første spil i seriens meget middelmådige salgstal. Det blev afsløret i et tysk interview med Fredrik, at 70.000 eksemplarer skulle sælges for at Victoria II skulle være rentabel.  Den 17. juni 2010 barberede Jessica Chobot fra IGN Frederik Westers hår.

## Udvidelser
Der er udgiver to hovedudvidelsespakker til Victoria II såvel som adskillige andre mindre tilføjelser.
Mange spillere betragter udvidelserne som væsentlige for at få fuld glæde af spillet, og nogle går så langt som at afvise at Victoria II uden udvidelser overhovedet er muligt at spille. Udvidelserne har ikke kun tilføjet nyt indhold, men også betydelige forbedringer af brugeroplevelsen, samt rettet en del fejl.

A House Divided blev annonceret på Electronic Entertainment Expo 2011  som en udvidelsespakke med det formål at "[forbedre de] politiske og økonomiske aspekter af spillet med fokus på den amerikanske borgerkrigstid ". Den blev udgivet den 2. februar 2012 for Windows og den 30. marts 2012 for OS X; det kan i øjeblikket kun købes ved download. 
Udvidelsen Victoria II: Heart of Darkness blev udgivet den 16. april 2013. Udvidelsen er opkaldt efter Joseph Conrads roman Mørkets hjerte.

### Andet DLC
Et udvalg af mindre DLC er gjort tilgængeligt til køb til Victoria II. Disse har meget lille eller ingen effekt på gameplay, men ændrer spillets udseende eller musik. De er betydeligt billigere end de to førnævnte.

## Modtagelse
Victoria II modtog generelt gunstige anmeldelser og opnåede et gennemsnit på 75% på Metacritic . 
GameSpot sagde, at der var meget mindre mikromanagement end i sin forgænger. Anmelderen sagde: "Takket være en venligere grænseflade og tutorials er Victoria II meget mere spilbar og underholdende end sin forgænger." 
GameShark var mindre begejstret. Anmelderen sagde: "Som et strategispil frustrerer Victoria II mig. Det er et orgie af detaljer for detaljers skyld, men de oplysninger, jeg virkelig ønsker, synes aldrig at være til rådighed. De beslutninger, jeg træffer, forekommer for det meste uvæsentlige og ændrer kun spillet ved en langsom akkretionsproces. Modellering har overhalet spildesign. At se Victoria II er hypnotisk og ofte ærefrygtindgydende. Desværre kan du kun lejlighedsvis spille det. " 